# Нурта
Нурта (бур. Нуурта (Озëрное (место)) — улус в Закаменском районе Республики Бурятия Российской Федерации. До 2022 года административный центр и единственный населённый пункт  сельского поселения «Нуртинское».

## География
Улус расположен в 16 км к западу от города Закаменска, на правом берегу реки Джида, при впадении речки Нурта (бур. нуурта — «озёрная»), бегущей с северных склонов Джидинского хребта.
По северной стороне селения проходит конечный участок региональной автодороги Р440 от Закаменска до КПП «Айнек-гол» на российско-монгольской границе, протяжённостью в 39 км. В 4 км за улусом дорога уходит вверх по долине реки Айнек-гол (правый приток Джиды), устье которой находится в 5 км западнее Нурты.
Расстояние до города Улан-Удэ по автодороге — 426 км.

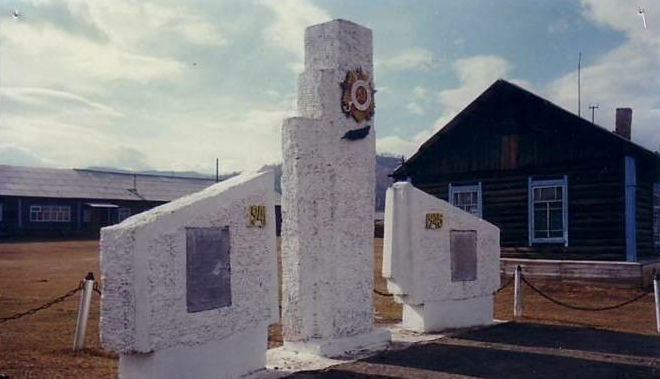
Памятник нуртинцам, ушедшим на фронт

## История
Законом Республики Бурятия от 26.12.2022 № 2460-VI «О преобразовании муниципальных образований путем объединения городского поселения „Город Закаменск“ и сельского поселения „Нуртинское“ в Закаменском районе Республики Бурятия и о наделении статусом вновь образованного муниципального образования», городское поселение «Город Закаменск» и Нуртинское сельское поселение были преобразованы, путём их объединения, в городское поселение «Город Закаменск». 

## Население
| 2002 | 2010 | 2012 | 2013 | 2014 | 2015 | 2016 |
| ---- | ---- | ---- | ---- | ---- | ---- | ---- |
| 281  | ↗300 | ↘284 | ↘276 | ↘262 | ↘249 | ↘240 |
| 2017 | 2018 | 2019 | 2020 | 2021 | 2023 | 2024 |
| ↘228 | ↗230 | ↘224 | ↘210 | ↘198 | ↘191 | ↘175 |

## Люди, связанные с селом
- Б. Г. Базарова — заслуженный учитель Российской Федерации.
- Цыбиков Валерий Дашиевич — народный мастер, заслуженный работник культуры Республики Бурятия.

## Инфраструктура
В улусе имеется сельская администрация, средняя общеобразовательная школа, детский сад, дом культуры.
Жители улуса заняты в аграрном секторе. В окрестностях Нурты находятся фермерские хозяйства.